# Rutola graminis
Rutola graminis är en svampart som först beskrevs av Jean Baptiste Desmazières, och fick sitt nu gällande namn av J.L. Crane & Schokn. 1978. Rutola graminis ingår i släktet Rutola, divisionen sporsäcksvampar och riket svampar.  Artens status i Sverige är: Osäker förekomst. Inga underarter finns listade i Catalogue of Life.